# Tagumaa
Tagumaa est un village de la commune de Pala du Comté de Jõgeva en Estonie.
Au 31 décembre 2011, il compte 70 habitants.